# Lucia vom Berg
Die katholische Heilige Lucia vom Berg (französisch Sainte Lucie de Sampigny; * in Schottland (Datum unbekannt); † 19. September 1090 in Sampigny, Heiliges Römisches Reich), war eine mittelalterliche Einsiedlerin im lothringischen Sampigny an der Maas. Ihr Gedenktag ist der 19. September. Sie wird oft mit Spinnrocken und Schafen dargestellt.
Der Legende nach soll Lucia eine schottische Königstochter gewesen sein, die Mitte des 11. Jahrhunderts ihre Heimat verließ und in Sampigny als Hirtin ein Einsiedlerdasein führte. Sie verschrieb sich dem Gebet und der Nächstenliebe. Ihr Grab wurde zu einer vielbesuchten Pilgerstätte.
Lucia wird bei Unfruchtbarkeit angerufen. Angeblich soll auch die lange Zeit kinderlose Anna von Österreich, die Frau des französischen Königs Ludwig XIII., an das Grab der Heiligen gepilgert sein. Danach wurde sie Mutter des späteren Königs Ludwig XIV.